# Atelognathus ceii
Atelognathus ceii е вид жаба от семейство Ceratophryidae.

## Разпространение
Видът е разпространен в Чили.